# Prêmio Yamato de 2005
O Prêmio Yamato de 2005 foi a 3ª edição da premiação que era considerada o Oscar da Dublagem Brasileira. O evento ocorreu em 16 de julho de 2005 durante o Anime Friends.

## Curiosidades
A partir desta edição, as indicações passaram a não ser exclusivas de animes e desenhos animados.
A votação foi feita por um júri e voto popular, que ocorria no site do evento.

## Informações
Coordenação geral: Cintia Naoko Nishioka, David Denis Lobão e Ludmilla Paniquar
Coordenação de palco: Tainá Camilo
Coordenador da premiação: Jair Marques Pessoa Jr.
Presidente do Júri: David Denis Lobão
Apresentadora: Bruna Matta
Pessoas que fizeram as indicações: 5
Número de votantes do público: 10 mil votos em 15 dias
Pessoas do júri final: 26
Categorias: 11 (As mesmas de 2004)
Quem concorria: Produções exibidas no Brasil pela primeira vez ou em nova temporada em 2004
Profissionais de dublagem presentes: 77
Estúdios apoiando: 18
Homenagem: Sailor Moon
Especial: As maiores músicas dos desenhos e seriados japoneses no Brasil
Show: Gaijin Sentai
Público no momento da premiação: 8 mil pessoas
Fonte: 

## Indicados e vencedores
Fontes: 
| Prêmio Yamato de 2005 | Prêmio Yamato de 2005 |
| --- | --- |
| Melhor Dublagem - Os Incríveis (Delart) - A Outra (Herbert Richers) - Cyborg 009 (Cinevídeo) - Bob Esponja - O Filme (Álamo) - 24 Horas - 1ª e 2ª Temporada (Mastersound) - Yu Yu Hakusho (Audio News) - Kaleido Star (Centauro) - Smallville (Wan Marc) - Eu, a Patroa e as Crianças (Delart) - O Espanta Tubarões (Audio Corp) | Melhor Direção de Dublagem - Gilmara Sanches - Kaleido Star - Garcia Júnior - Os Incríveis - Marco Ribeiro - Yu Yu Hakusho - Neusa Azevedo - O Senhor dos Anéis: O Retorno do Rei - Miriam Ficher - Cyborg 009 - Marcelo Campos - MegaMan NT Warrior - Sheila Dorfman - Smallville - Fábio Moura - 24 Horas - 1ª e 2ª Temporada - Hércules Fernando - The O.C. - Marisa Leal - Astro Boy |
| Melhor Dubladora de Protagonista - Marcia Coutinho - Mulher-Elástica em Os Incríveis - Márcia Regina - Sora em Kaleido Star - Sylvia Salustti - Cyborg 003 em Cyborg 009 - Miriam Ficher - Botan - Yu Yu Hakusho - Iara Riça - Tails - Sonic X - Sheila Dorfman - Lorelei Gilmore - Gilmore Girls - Julia Castro - Lan - MegaMan NT Warrior - Mabel Cezar - Jay - Eu, a Patroa e as Crianças - Adriana Pissardini - Shaine - As Espiãs! - Eleonora Prado - Noiva - Kill Bill: Volume 1                                                                                          | Melhor Dublador de Protagonista - Paulo Vignollo - Michael Kyle em Eu, a Patroa e as Crianças - Wendel Bezerra - Bob Esponja em Bob Esponja - O Filme - Márcio Seixas - Sr. Incrivel em Os Incríveis - Gustavo Pereira - Astro Boy em Astro Boy - Christiano Torreão - Cyborg 009 em Cyborg 009 - Duda Ribeiro - Kurama em Yu Yu Hakusho - Tatá Guarnieri - Jack Bauer em 24 Horas - 1ª e 2ª Temporada - Orlando Drummond - Scooby-Doo em As Novas Aventuras de Scooby-Doo - Marcos Souza - Benjamin McKenzie em The O.C. - Clécio Souto - Lenny em O Espanta Tubarões |
| Melhor Dubladora de Coadjuvante - Flávia Saddy - Chloe em Smallville - Marli Bortoletto - Hilda em Os Cavaleiros do Zodíaco - Luiza Palomanes - Hermione Granger em Harry Potter e o Prisioneiro de Azkaban - Nádia Carvalho - Edna Mode em Os Incríveis - Mabel Cezar - Genkai Jovem em Yu Yu Hakusho - Samira Fernandes - Téa em Yu-Gi-Oh! - Rosa Maria Baroli - Sherry Palmer em 24 Horas - 1ª e 2ª Temporada - Maria Helena Pader - Vivian Johnson em Desaparecidos - 1ª Temporada - Selma Lopes - May Parker em Homem-Aranha 2 - Ana Lúcia Menezes - Koto em Yu Yu Hakusho | Melhor Dublador de Coadjuvante - Peterson Adriano - Koenma em Yu Yu Hakusho - Alfredo Rollo - Poseidon em Os Cavaleiros do Zodíaco - Luiz Carlos Percy - Dr. Tenma em Astro Boy - Daoiz Cabezudo - Lula Molusco em Bob Esponja - O Filme - Mário Jorge - Burro em Shrek 2 - Sérgio Moreno - Legolas em O Senhor dos Anéis: O Retorno do Rei - Alexandre Moreno - Sindrome em Os Incríveis - Charles Emmanuel - Rony Weasley em Harry Potter e o Prisioneiro de Azkaban - Ricardo Juarez - Agente Vaughn em Alias - Manolo Rey - Gaguinho em Duck Dodgers               |
| Melhor Narração ou Locução - Rocha Junior - Três Espiãs Demais - Pietro Mário - Yu Yu Hakusho - Carlos Alberto - Os Incríveis - José Parisi Jr - Garfield e Seus Amigos - Gilberto Baroli - Documentários da Discovery Channel - Luiz Feier Motta - Documentários da Discovery Channel - Tatá Guarnieri - Thomas e Seus Amigos - Daoiz Cabezudo - As Espiãs! - Elly Moreno - Kill Bill: Volume 1 - Júlio Franco - 24 Horas - 1ª e 2ª Temporada | Melhor Trilha Sonora Adaptada - Fernando Janson - Pokémon (Parisi Vídeo) - Bob Esponja - O Filme (Álamo) - Kaleido Star (Centauro - Nil Bernardes) - Malcon (Marshmallow) - Beyblade (Double Sound) - Mulan II (Delart) - Shrek 2 (Double Sound) - Os Cavaleiros do Zodíaco (Álamo) - A Outra (Herbert Richers) - Morangos com Açúcar (Sigma) |
| Melhor Captação de Áudio - José Roberto dos Santos - O Senhor dos Anéis: O Retorno do Rei (Marshmallow) - Os Incríveis (Delart) - Cyborg 009 (Cinevídeo) - Kaleido Star (Centauro - Marcos Roberto Rodrigues de Aguiar) - Bob Esponja - O Filme (Álamo) - The O.C. (Wan Marc) - A Outra (Herbert Richers) - Pokémon (Parisi Vídeo) - Paixões Ardentes (Dublavídeo) - O Espanta Tubarões (Audio Corp) | Melhor Mixagem - Pietro Bianco e Bíru- 24 Horas - 1ª e 2ª Temporada (Mastersound) - Desaparecidos - 1ª Temporada (Som de Vera Cruz Estúdios) - A Outra (Herbert Richers) - Cyborg 009 (Cinevídeo) - Bob Esponja - O Filme (Álamo) - Kaleido Star (Centauro - Marcos "Totó" Paulo) - Star Wars: Clone Wars - 2ª Temporada (Delart) - Morangos com Açúcar (Sigma) - The O.C. (Wan Marc) - O Espanta Tubarões (Audio Corp) |
| Melhor Tradução - Bob Esponja - O Filme (Álamo) - Cyborg 009 (Cinevídeo) - Os Incríveis (Delart - Garcia Júnior) - Yu Yu Hakusho (Audio News) - Kaleido Star (Centauro - Sandra Denninghoven) - 24 Horas - 1ª e 2ª Temporada (Mastersound) - Eu, a Patroa e as Crianças (Delart) - Smallville (Wan Marc) - 31 Minutos da Nick (Álamo - Fernando Janson) - O Espanta Tubarões (Audio Corp) | Troféu Noeli Santisteban - Paulo Gustavo Pereira - Revista Sci-Fi News Troféu Anime Friends - Sailor Moon (Gota Mágica / BKS) Troféu Anime Dreams - Cecília Lemes |